# Campionat del món d'escacs femení de 2011
El Campionat del món d'escacs femení de 2011 fou la 34a edició del Campionat del món femení de la història. Fou un esdeveniment organitzat per la FIDE i es jugà en format de matx entre la Campiona del món i l'aspirant, que és la guanyadora del Grand Prix de la FIDE.
El 8 d'agost de 2011 el matx fou adjudicat a Tirana, Albània. La bossa de premis era de 200,000$. El matx es va disputar entre els dies 13 a 30 de novembre de 2011. La campionat Hou Yifan va retenir el seu títol, en vèncer l'aspirant Koneru Humpy per 5½ - 2½.

## Format del matx

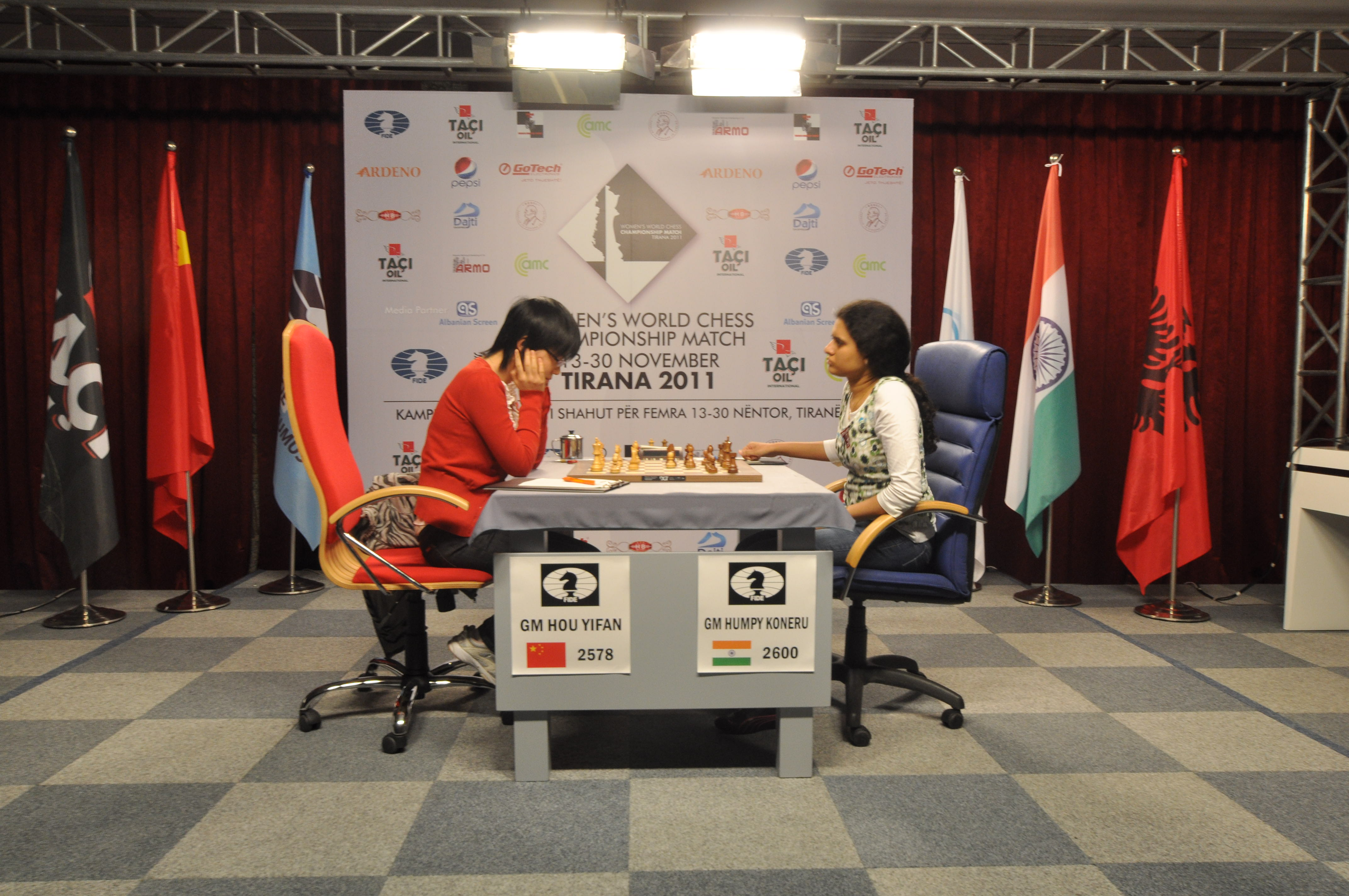
Campionat del món d'escacs femení, Tirana 2011

El matx es va programar a 10 partides, amb control de temps clàssic: 90 minuts per les primeres 40 jugades, amb 30 minuts addicionals per la resta de la partida i un increment de 30 segons per moviment, des del primer.
Koneru Humpy va jugar amb blanques a la primera partida. Els colors es van anar alternant, llevat de després de la 4a partida. Les jugadores eren en aauell moment la segona i la tercera del món per Elo, només rere Judit Polgár.
En cas que el matx romangués empatat després de deu partides, hi hauria hagut tie-breaks:
- Quatre partides semiràpides (25 minuts per partida, amb un increment de 10 segons des del primer moviment)
- Dues partides ràpides (5 minuts per partida amb un increment de 3 segons des del primer moviment)
- Una partida armageddon en què les negres només necessitarien entaular per guanyar el matx (5 minuts per les blanques i 4 minuts per les negres, amb un increment de 3 segons des del moviment 61)

## Resultats d'enfrontaments directes previs
Abans del matx Hou Yifan i Koneru Humpy havien disputat 16 partides entre elles, a control de temps clàssic, amb les següents estadístiques:
|                                              | Victòries de Hou Yifan | Taules | Victòries de Koneru Humpy | Total |
| -------------------------------------------- | ---------------------- | ------ | ------------------------- | ----- |
| Hou Yifan (blanques) – Koneru Humpy (negres) | 5                      | 2      | 0                         | 7     |
| Koneru Humpy (blanques) – Hou Yifan (negres) | 3                      | 4      | 2                         | 9     |
| Total                                        | 8                      | 6      | 2                         | 16    |

## Resultats del matx
|              | Rating | 1 | 2 | 3 | 4 | 5 | 6 | 7 | 8 | Total |
| ------------ | ------ | - | - | - | - | - | - | - | - | ----- |
| Koneru Humpy | 2600   | ½ | ½ | 0 | ½ | ½ | 0 | 0 | ½ | 2½    |
| Hou Yifan    | 2578   | ½ | ½ | 1 | ½ | ½ | 1 | 1 | ½ | 5½    |
Després de vuit partides, el matx estava decidit, amb Hou Yifan entaulant amb negres, i assolint 5½ punts.